# Ceresium adamsi
Ceresium adamsi là một loài bọ cánh cứng trong họ Cerambycidae.